# Nadaun
Nadaun è una suddivisione dell'India, classificata come nagar panchayat, di 4 430 abitanti, situata nel distretto di Hamirpur, nello stato federato dell'Himachal Pradesh. In base al numero di abitanti la città rientra nella classe VI (meno di 5 000 persone).

## Geografia fisica
La città è situata a 31° 46' 60 N e 76° 20' 60 E e ha un'altitudine di 507 m s.l.m.

## Società

### Evoluzione demografica
Al censimento del 2001 la popolazione di Nadaun assommava a 4 405 persone, delle quali 2 260 maschi e 2 145 femmine. I bambini di età inferiore o uguale ai sei anni assommavano a 498, dei quali 286 maschi e 212 femmine. Infine, coloro che erano in grado di saper almeno leggere e scrivere erano 3 537, dei quali 1 874 maschi e 1 663 femmine.